# Lilian Cole
Lilian Cole (18 de janeiro de 1985) é uma futebolista nigeriana que atua como defensora.

## Carreira
Lilian Cole integrou o elenco da Seleção Nigeriana de Futebol Feminino, nas Olimpíadas de 2008.